# Hideyuki Kurata
Hideyuki Kurata (倉田 英之 Kurata Hideyuki?) es un guionista de anime, novelista y mangaka japonés, conocido por escribir la composición de la serie de obras como Read or Die, Ima, Soko ni Iru Boku, Kamichu!, y Gun × Sword. Ha sido miembro del grupo creativo Studio Orphee de Yōsuke Kuroda desde 2003 y ha colaborado con Kuroda en muchas series, incluidas Hellsing Ultimate, Drifters, y Goblin Slayer.

## Trabajos

### Serie de televisión
| Año  | Título                                               | Estudio             | Funciones | Ref(s)                      |
| ---- | ---------------------------------------------------- | ------------------- | --- | --------------------------- |
| 1997 | Battle Athletes Daiundoukai                          | AIC                 | Guionista (#1-4, 6, 8, 10-12, 14, 16, 18-26)                                                                                | [ 1 ]                       |
| 1998 | Android Ana Maico 2010                               | Group TAC           | Composición de la serie Guionista (#5-7, 10-14, 17-18)                                                                      | [ 2 ]                       |
| 1998 | Momoiro Sisters                                      | Studio Deen         | Guionista (#19-21) | [ 3 ]                       |
| 1999 | Excel Saga                                           | J.C.Staff           | Guionista (#1-25) | [ 4 ]                       |
| 1999 | Ima, Soko ni Iru Boku                                | AIC                 | Composición de la serie Guionista (#1-13)                                                                                   | [ 5 ]                       |
| 2000 | Brigadoon: Marin & Melan                             | Sunrise             | Composición de la serie Guionista (#1-26)                                                                                   | [ 6 ]                       |
| 2003 | R.O.D: The TV                                        | J.C.Staff           | Creador original Guionista (#1-26)                                                                                          | [ 7 ]                       |
| 2005 | Kamichu!                                             | Brain's Base        | Guionista (#1-12) | [ 8 ]                       |
| 2005 | Gun × Sword                                          | AIC ASTA            | Guionista (#1-26) | [ 9 ]                       |
| 2007 | Bamboo Blade                                         | AIC ASTA            | Guionista (#1-26) | [ 10 ]                      |
| 2008 | Kannagi                                              | A-1 Pictures        | Composición de la serie Guionista (#1-7, 10-14) Letra de canción insertada (#I believe you forever, Kimi to Runaway; ep 10) | [ 11 ]                      |
| 2009 | Asu no Yoichi!                                       | AIC                 | Composición de la serie Guionista (#1-2, 4-10, 11-12)                                                                       | [ 12 ] [ 13 ]               |
| 2009 | Sasameki Koto                                        | AIC                 | Guionista (#1-13) | [ 14 ]                      |
| 2010 | Ore no Imōto ga Konna ni Kawaii Wake ga Nai          | AIC Build           | Composición de la serie Guionista (#1-8, 10-15)                                                                             | [ 15 ] [ 16 ] [ 17 ]        |
| 2010 | Kami nomi zo Shiru Sekai                             | Manglobe            | Composición de la serie Guionista (#1-3, 5-7, 9-12)                                                                         | [ 18 ] [ 19 ]               |
| 2011 | Dragon Crisis!                                       | Studio Deen         | Composición de la serie Guionista (#1-3, 6-8, 10-12)                                                                        | [ 20 ]                      |
| 2011 | Kami nomi zo Shiru Sekai II                          | Manglobe            | Composición de la serie Guionista (#1-12)                                                                                   | [ 21 ]                      |
| 2013 | Ore no Imōto ga Konna ni Kawaii Wake ga Nai.         | A-1 Pictures        | Composición de la serie Guionista (#1, 3-12, 14-16)                                                                         | [ 22 ]                      |
| 2013 | Kami nomi zo Shiru Sekai: Megami-hen                 | Manglobe            | Composición de la serie Guionista (#1-2, 5-6, 8, 10-12)                                                                     | [ 23 ]                      |
| 2013 | Tokyo Ravens                                         | 8-Bit               | Composición de la serie Guionista (#1-6)                                                                                    | [ 24 ]                      |
| 2013 | Galilei Donna                                        | A-1 Pictures        | Guionista (#1-2) | [ 25 ]                      |
| 2013 | Samurai Flamenco                                     | Manglobe            | Composición de la serie Guionista (#1-5, 7, 9-11, 13-14, 16, 18-19, 21-22)                                                  | [ 26 ]                      |
| 2014 | Saikin, Imōto no Yōsu ga Chotto Okaishiinda ga.      | Project No.9        | Composición de la serie | [ 27 ]                      |
| 2014 | Ryūgajō Nanana no Maizōkin                           | A-1 Pictures        | Composición de la serie | [ 28 ]                      |
| 2014 | Tokyo ESP                                            | Xebec               | Composición de la serie Guionista (#1, 3-6, 8, 11-12)                                                                       | [ 29 ]                      |
| 2014 | Grisaia no Kajitsu                                   | 8-Bit               | Composición de la serie Guionista (#1-7, 10-13)                                                                             | [ 30 ]                      |
| 2015 | Junketsu no Maria                                    | Production I.G      | Composición de la serie Guionista (#1-12)                                                                                   | [ 31 ]                      |
| 2015 | Grisaia no Rakuen                                    | 8-Bit               | Composición de la serie Guionista (#5-10)                                                                                   | [ 32 ]                      |
| 2016 | Shakunetsu no Takkyū Musume                          | Kinema Citrus       | Composición de la serie Guionista (#1-6, 8, 11-12)                                                                          | [ 33 ]                      |
| 2016 | Drifters                                             | Hoods Entertainment | Composición de la serie Guionista (#1-3, 8-9)                                                                               | [ 34 ]                      |
| 2017 | Made in Abyss                                        | Kinema Citrus       | Composición de la serie Guionista (#1-3, 7-9, 13)                                                                           | [ 35 ] [ 36 ]               |
| 2018 | Goblin Slayer                                        | White Fox           | Composición de la serie Guionista (#1, 3-4, 8-9, 11-12)                                                                     | [ 37 ] [ 38 ]               |
| 2022 | Girls' Frontline                                     | Asahi Production    | Composición de la serie Guionista (#1-12)                                                                                   | [ 39 ]                      |
| 2022 | Made in Abyss: Retsujitsu no Ōgonkyō                 | Kinema Citrus       | Composición de la serie Guionista (#1-12)                                                                                   | [ 40 ]                      |
| 2023 | Rurouni Kenshin: Meiji Kenkaku Romantan              | Liden Films         | Composición de la serie Guionista (#1-24)                                                                                   | [ 41 ]                      |
| 2023 | Goblin Slayer II                                     | Liden Films         | Composición de la serie Guionista (#1-12)                                                                                   | [ 42 ] [ 43 ] [ 44 ]        |
| 2024 | Rurouni Kenshin: Meiji Kenkaku Romantan: Kyoto Dōran | Liden Films         | Composición de la serie Guionista (#25-30, 33, 35-47)                                                                       | [ 45 ] [ 46 ] [ 47 ] [ 48 ] |

### OVAs
| Año  | Título                               | Estudio                                                                    | Funciones                                                     | Ref(s)        |
| ---- | ------------------------------------ | -------------------------------------------------------------------------- | ------------------------------------------------------------- | ------------- |
| 1996 | Parade Parade                        | AIC                                                                        | Guionista (#1-2)                                              | [ 49 ] [ 50 ] |
| 1996 | Matō Kitan Zankan                    | AIC                                                                        | Director                                                      | [ 49 ] [ 50 ] |
| 1996 | Mahō Shōjo Pretty Sammy              | AIC                                                                        | Guionista (#2)                                                | [ 49 ] [ 50 ] |
| 1997 | Battle Athletes Daiundōkai           | AIC                                                                        | Composición de la serie Guionista (#1-6) Escritor de la serie | [ 49 ] [ 50 ] |
| 2001 | R.O.D: Read or Die                   | Studio Deen                                                                | Creador original Guionista (#1-3)                             | [ 51 ]        |
| 2001 | Mahō Yūgi 3D                         | AIC                                                                        | Guionista 3D                                                  | [ 49 ] [ 50 ] |
| 2003 | Milkyway                             | Datama Film                                                                | Guionista (#2)                                                | [ 49 ] [ 50 ] |
| 2006 | Hellsing Ultimate                    | Madhouse Satelight Asahi Production Marvy Jack Graphinica Studio Kelmadick | Guionista (#2, 4-5, 8-10)                                     | [ 52 ]        |
| 2008 | Kaitō Tenshi Twin Angel              | Nomad                                                                      | Composición de la serie Guionista (#1-2)                      | [ 49 ] [ 50 ] |
| 2011 | Ikki Tōsen: Shūgaku Tōshi Keppu-roku | Arms                                                                       | Guionista                                                     | [ 49 ] [ 50 ] |
| 2012 | Kami nomi zo Shiru Sekai: Tenri-hen  | Manglobe                                                                   | Guionista (#1)                                                | [ 53 ]        |

### Películas
| Año  | Título                                           | Estudio       | Funciones               | Ref(s) |
| ---- | ------------------------------------------------ | ------------- | ----------------------- | ------ |
| 2010 | Uchū Show e Yōkoso                               | A-1 Pictures  | Guionista               | [ 54 ] |
| 2015 | Grisaia no Meikyuu                               | 8-Bit         | Composición de la serie | [ 55 ] |
| 2019 | Made in Abyss Movie 2: Hōrō Suru Tasogare        | Kinema Citrus | Guionista               | [ 56 ] |
| 2020 | Made in Abyss Movie 3: Fukaki Tamashii no Reimei | Kinema Citrus | Guionista               | [ 57 ] |
| 2020 | Goblin Slayer: Goblin's Crown                    | White Fox     | Guionista               | [ 58 ] |
| 2026 | Made in Abyss: Mezameru Shinpi                   | Kinema Citrus | Guionista               | [ 59 ] |

### ONAs
| Año  | Título   | Estudio     | Funciones        | Ref(s) |
| ---- | -------- | ----------- | ---------------- | ------ |
| 2023 | Onimusha | Sublimation | Guionista (#1-8) | [ 60 ] |

### Como novelista
- Merriment Carrying Caravan - Sabaku no Shirakage
- Train+Train
- Read or Die

### Como escritor original de manga
- TRAIN+TRAIN
- Cloth Road
- Read or Dream
- Samurai Rising
- HandxRed